# Laevisycon
Laevisycon is een geslacht van uitgestorven weekdieren uit de klasse van de Gastropoda (slakken).

## Soort
- Laevisycon laeve (Petuch, 1982) †